# Lonomia vulpina
Lonomia vulpina är en fjärilsart som beskrevs av Max Wilhelm Karl Draudt 1929. Lonomia vulpina ingår i släktet Lonomia och familjen påfågelsspinnare. Inga underarter finns listade i Catalogue of Life.